# Ђилијаквас (Каљари)
Ђилијаквас је насеље у Италији у округу Каљари, региону Сардинија.
Према процени из 2011. у насељу је живело 212 становника. Насеље се налази на надморској висини од 2 м.